# Log Cabin Boys
Die Log Cabin Boys waren ein US-amerikanisches Old-Time-Duo und spätere Stringband. Später traten sie auch als Log Cabin Gang oder Log Cabin Girls auf.

## Geschichte
Frankie More wurde am 22. Juni 1906 auf der Uncle Sam Plantation in Louisiana geboren. Von einem Feldarbeiter lernte er Gitarre sowie Banjo zu spielen und sang später im Kirchenchor. Mit verschiedenen Shows reiste er durch die Vereinigten Staaten und begann so seine Karriere als Musiker. 1924 schloss er sich WLS in Chicago an und trat in den 1920er-Jahren mit dem Sänger und Musiker Freddie Owen als Log Cabin Boys im National Barn Dance auf WLS auf. Ihr Repertoire bestand vor allem aus traditionellen Balladen und Songs wie Big Rock Candy Mountain.
Am 13. Oktober 1933 hielten More und Owen in Chicago für die American Record Corporation ihre erste Session ab. Die eingespielten Stücke wurden auf einer Vielzahl von Labels wie Banner Records, Conqueror Records oder Oriole Records veröffentlicht. Ab September 1934 nahmen die Log Cabin Boys für das neu gegründete Plattenlabel Decca Records auf, wodurch Aufnahmen wie New Crawdad Song, Answer to Twenty-One Years oder ein Cover von That Silver Haired Daddy of Mine (im Original von Gene Autry und Jimmie Long) entstanden. Ihre letzte Aufnahmesession fand am 7. Mai 1935 statt.
More und Owen traten danach noch einige Zeit weiterhin auf (unter anderem auch auf WHAS), trennten sich danach aber. More kam 1936 nach Wheeling, West Virginia, wo er den Namen des Duos für seine eigenen Bands nutze. Samstagabends trat er regelmäßig im WWVA Jamboree mit der Log Cabin Gang, den Log Cabin Boys oder mit den Log Cabin Girls auf. Letztere bestanden unter anderem aus Little Shoe sowie Cousin Emmy und sangen Stücke wie Don't Forget Me Little Darlin oder ihre Version von Lamp Lighting Time in the Valley. Auch Pee Wee King, Dale Cole und Dolph Hewitt waren lange Zeit Mitglied der Log Cabin Boys. Die Popularität der Band verhalf More dazu, Engagements in ganz Kentucky und Indiana zu bekommen. Zudem erhielten sie einen Platz im Crazy Water Barn Dance auf WHAS.
Frankie Mores Bands ging später jedoch auseinander. Cousin Emmy ging nach Atlanta, Little Shoe reiste umher und ließ sich 1946 in Little Rock, Arkansas, nieder un Pee Wee King wurde zu einem erfolgreichen Western-Swing-Musiker der 1940er- und 1950er-Jahre (Tennessee Waltz). 1941 zog More nach Nashville, wo er als Manager bis zu seinem Tod arbeitete. Für kurze Zeit kehrte er 1948 zu WWVA zurück.

## Diskographie
| Jahr                  | Titel                                                                          | #                     | Anmerkungen                          |
| Veröffentlichte Titel | Veröffentlichte Titel                                                          | Veröffentlichte Titel | Veröffentlichte Titel                |
| Banner Records        | Banner Records                                                                 | Banner Records        | Banner Records                       |
| --------------------- | ------------------------------------------------------------------------------ | --------------------- | ------------------------------------ |
|                       | Ole Bill Jackson Brown / I’m Livin’ on the Mountain                            | 32903                 |                                      |
|                       | Tell Me You’ll Aways Remember / Please Papa Come Home                          | 33020                 |                                      |
| Conqueror Records     |                                                                                |                       |                                      |
|                       | Please Papa Come Home / Tell Me You’ll Always Remember                         | 8227                  | A-Seite ist eine alternative Version |
| Decca Records         |                                                                                |                       |                                      |
|                       | I’m Tying the Leaves So They Won’t Come Down / Answer to Twenty-One Years      | 5035                  | Labelscans:                          |
|                       | I Will Sing of My Redeemer / Where Is My Wandering Boy Tonight                 | 5036                  |                                      |
|                       | New Brown’s Ferry Blues / New Crawdad Song                                     | 5103                  |                                      |
|                       | That Silver-Haired Daddy of Mine / When It’s Prayer Meetin’ Time in the Hollow | 5110                  |                                      |